# Windows Fundamentals for Legacy PCs
Windows Fundamentals for Legacy PCs ("WinFLP") este un sistem de operare bazat pe Windows XP Embedded, dar optimizat și pentru PC-urile mai vechi, mai slabe. WinFLP oferă același nivel de siguranță și manevrabilitate ca Microsoft Windows XP SP2 oferind în același timp o cale de migrare lină către cele mai recente hardware-ul și sistemul de operare. A fost eliberat la data de 8 iulie 2006.
Nu există suport pentru dial-up networking. Instalare completă a Windows Fundamentals vine cu DirectX 9c, Media Player 10 și Internet Explorer 6 vine cu sistemul de operare, dar Internet Explorer 7 se instalează și rulează fără probleme.
Microsoft renunță la activarea produsului și adoptă Windows Genuine Advantage.
Windows Thin PC (Win TPC) este succesorul Windows Fundamentals for Legacy PCs (WinFLP). Din 7 octombrie 2008 a fost disponibil Service Pack 3 pentru Windows Embedded for Point of Service și Windows Fundamentals for Legacy PCs.

## Limitări
- Conexiunea dial-up a fost eliminată
- Pot exista exista unele probleme de compatibilitate cu unele programe
- Pot exista exista unele probleme cu driverele vechi
- Instalarea necesită formatarea HDD
- Nu include NULL.SYS utiliza de exemplu cu Cygwin
- Este recomandat în limba engleză deoarece există unele erori cu MUI (Multilingual User Interface) pentru a traduce întreg sistemul

## Cerințe
- Procesor 233 MHz (recomandat 300 MHz)[4]
- 64 MB RAM (256 MB recomandat)
- Spațiu minim pe HDD 610 MB
- Rezoluția monitorului 800 x 600